# Pavao
Pavao ist ein kroatischer männlicher Vorname lateinischer Herkunft, die kroatische Form des Namens Paul. Weiteres zu Herkunft und Bedeutung des Namens siehe hier.

## Bekannte Namensträger
- Pavao Pavličić (* 1946), kroatischer Schriftsteller
- Pavao Pervan (* 1987), kroatisch-österreichischer Fußballtorhüter
- Stanislav Pavao Skalić (1534–1575), kroatischer Universalgelehrter
- Pavao Žanić (1918–2000), kroatischer römisch-katholischer Bischof

## Weiteres
- Pavão (port.), Spitzname mehrerer Fußballspieler